# Mega Man Xtreme 2
Mega Man Xtreme 2, conocido en Japón como Rockman X2: Soul Eraser (ロックマンX2 ソウルイレイザー Rokkuman Ekkusu 2 Sōru Ireizā?), es un videojuego de acción y plataformas de la compañía Capcom publicado para Game Boy Color entre 2001 y 2002. Es un spin-off de la serie Mega Man X.
Mega Man Xtreme 2 cuenta con un modo de juego igual al de su predecesor. Un juego de acción/plataforma, en donde los jugadores viajan a través de una serie de escenarios, recogiendo diversos power-ups, y derrotando a los jefes de cada escenario, obteniendo su arma especial. Xtreme 2 también incluye escenarios, enemigos y jefes de los primeros tres juegos de la saga Mega Man X, junto a algunos nuevos.

## Historia
Mega Man Xtreme 2 toma lugar durante el siglo XXII, en un desconocido año 21XX, entre los eventos de Mega Man X3 y Mega Man X4. Las DNA Souls de los Reploids de todo el mundo han empezado a ser robadas por un grupo de villanos con el fin de crear un ejército de "Mavericks Zombies". Los "Maverick Hunters" X y Zero, rápidamente emprenden su lucha contra los nuevos jefes de turno; Berkana, si el jugador eligió a X, y Gareth, si el jugador eligió a Zero, en la misteriosa Isla Laguz, ahora con la ayuda de una joven Iris.